# Palanka, Babanka
Palanka (în ucraineană Паланка) este o comună în raionul Babanka, regiunea Cerkasî, Ucraina, formată numai din satul de reședință.

## Demografie
Componența lingvistică a comunei Palanka
     Ucraineană (97,82%)
     Rusă (2,05%)
Conform recensământului din 2001, majoritatea populației comunei Palanka era vorbitoare de ucraineană (97,82%), existând în minoritate și vorbitori de rusă (2,05%).